# Genovéva
A Genovéva bizonytalan jelentésű, összetett női név. Lehet, hogy kelta (gall), esetleg germán eredetű, első részének jelentése  valószínűleg nemzetség, a második részéé asszony.

## Rokon nevek
- Zsinett:[1] a Genovéva francia megfelelőjének a beceneve.[3]

## Gyakorisága
Az 1990-es években a Genovéva igen ritka, a Zsinett szórványos név volt, a 2000-es években nem szerepelnek a 100 leggyakoribb női név között.

## Névnapok
Genovéva, Zsinett
- január 3.[2]

## Híres Genovévák, Zsinettek
- Szent Genovéva, Párizs védőszentje